# Copa boliviana de futbol
La Copa boliviana de futbol és la màxima competició per eliminatòries boliviana de futbol per a clubs.
Històricament mai ha existit una Copa Nacional o una Copa de la Lliga de futbol a Bolívia que es disputés de forma recurrent. Entre 1960 i 1976 es disputà la Copa Simón Bolívar, competició que servia per definir el campió nacional, és a dir, el campió de lliga. A més es disputava en format lligueta i no per eliminatòries directes. Entre 2003 i 2011 existí la Copa AeroSur, però no era una competició de caràcter oficial. D'aquesta manera, només algunes competicions puntuals poden ser catalogades amb el nom de Copa boliviana de futbol.

## Història
L'any 1958 la Federació Boliviana de Futbol organitzà la Copa República FBF, la primera competició de copa nacional organitzada al país i durant molts anys la única.
Uns anys més tard, el 1979 s'organitzà la Copa Liga Profesional del Fútbol Boliviano, també anomenada Copa LFPB o Copa Liga, un torneig organitzat per la Lliga de Futbol Professional Bolivià que es disputà durant el primer semestre de 1979. Hi participaren els clubs de primera divisió, pel que fou una competició equivalent a les Copes de la Lliga europees.
Entre 2008 i 2010 es van disputar tres tornejos organitzats per la Lliga Professional de Futbol anomenats Torneig Play-Off i que consistiren en competicions en format copa, amb eliminacions directes amb partits d'anada i tornada amb l'objectiu de determinar la tercera plaça del futbol bolivià a la Copa Libertadores. Vindria a ser una competició assimilable a la Copa de la Lliga.
L'any 2022 es creà la Copa Bolívia, una competició oficial per a clubs de Primera Divisió i de les associacions departamentals, organitzada per la Federació Boliviana de Futbol, amb la idea de crear una copa nacional de futbol. El vencedor guanyaria una plaça per a la Copa Sudamericana de 2023 com a Bolívia 4. Es va disputar la primera fase departamental, però la fase final nacional no es disputà i la competició fou cancel·lada per manca de dates disponibles. El premi econòmic que s'havia d'atorgar al campió de la copa, $500.000, fou entregat al campió del Torneig Apertura 2022 seguint pautes de la CONMEBOL.
La temporada 2023 la Federació Boliviana de Futbol creà la Copa de la Divisió Professional o Copa DivPro i per motius de patrocini Copa Tigo 2023. Equivalent a la Copa de la Lliga, hi participaren els clubs de primera divisió. El vencedor va rebre una plaça per la Copa Libertadores 2024 i el finalista per la Copa Sudamericana 2024.

## Historial
| Temporada | Nom                | Campió                 | Resultat               | Finalista              |
| --------- | ------------------ | ---------------------- | ---------------------- | ---------------------- |
| 1958      | Copa República FBF | The Strongest          | 2-0, 0-1               | Jorge Wilstermann      |
| 1979      | Copa LFPB          | Club Bolívar           | 1-0, 4-0               | Real Santa Cruz        |
| 2008      | Torneig Play-Off   | Real Potosí            | 1-0, 1-0               | La Paz FC              |
| 2009      | Torneig Play-Off   | Real Potosí            | 1-1, 4-3               | Club Bolívar           |
| 2010      | Torneig Play-Off   | Oriente Petrolero      | 0-2, 5-2               | San José               |
| 2022      | Copa Bolívia       | Cancel·lada per la FBF | Cancel·lada per la FBF | Cancel·lada per la FBF |
| 2023      | Copa DivPro        | Club Bolívar           | 2-1, 1-0               | Jorge Wilstermann      |